# Kim Mindzse
Kim Mindzse (hangul: 김민재, handzsa: 金敏在, RR: Kim Min-jae; Thongjong, 1996. november 15. –) dél-koreai válogatott labdarúgó, a német Bayern München játékosa. A világ egyik legjobb középhátvédjének tartják, fizikai erősségéről és az agresszív védekezési stílusáról ismert.
Pályafutását a Jonsze Egyetem (Yonsei Egyetem) csapatánál kezdte, majd egy év után felnőtt szinten is bemutatkozhatott, ezúttal már a Kjongdzsu KHNP (Gyeongju KHNP) egyesületénél. 2016 decemberében a Jeonbuk Hyundai Motors szerezte meg játékjogát, két év alatt 52 bajnoki mérkőzésen szerepelt, remek védőmunkája mellett háromszor talált az ellenfelek kapujába. 2018-ban külföldre szerződött, a kínai Pejcsing Kuoan FC (Beijing Guoan FC) egyesületéhez. Remek teljesítményére Európában is felfigyeltek, többek között az angol Premier League-ben szereplő Tottenham Hotspur is szerződtette volna. Két év alatt a kínai bajnokság egyik legjobb belső védőjévé vált. Végül 2021-ben szerződött Európába, azonban a több játéklehetőség reményében nem egy topligába, hanem a török Fenerbahçe csapatához igazolt, négyéves szerződést kötve. A törököknél alapemberré nőtte ki magát, a 2021–22-es idényben 31 mérkőzésen egy gólt szerzett, emellett több szakportál is beválasztotta a Süper Lig szezon végi álomcsapatába. 2022 nyarán az olasz SSC Napoli szerezte meg a játékjogát, 18 millió euró körüli összegért cserébe. Remek teljesítményt nyújtott az első hónapokban, a hónap játékosa volt a bajnokságban 2022 szeptemberében. A szezon végén bajnoki címet ünnepelhetett a nápolyi csapattal, őt pedig a Serie A legjobb védőjének választották a 2022–23-as idényben. 2023 nyarán a Bayern München szerződtette.
Miután végigjárta az utánpótlás-válogatottakat, a felnőtt csapatban 2017. augusztus 31-én mutatkozott be egy Irán elleni vb-selejtezőn. Dél-Korea színeiben megnyerte az Ázsia-játékokat, valamint Kelet-ázsiai labdarúgó-bajnokságot. Hazája színeiben részt vett a 2022-es labdarúgó-világbajnokságon.

## Gyermekkora
1996. november 15-én született a dél-koreai Thongjong (Tongyeong) városában. Szülei sportolók voltak, gyermekkorában egy szusit felszolgáló étteremben dolgoztak. Bátyja hozzá hasonlóan labdarúgó, kapus poszton játszik. Futballkarrierjét szülővárosában, a Thongjong Általános Iskola (Tongyeong Általános Iskola) ifjúsági csapatában kezdte. Később a hamani székhelyű Gaya Általános Iskolában folytatta pályafutását, ahol leérettségizett. Később a Szuvon Középiskola (Suwon Középiskola) csapatánál folytatta karrierjét, amely már több híres játékost is a soraiban tudhatott. 2015-ben a Jonsze Egyetem (Yonsei Egyetem) csapatához került. 2016 júliusában felhagyott a tanulmányaival, hogy megvalósítsa álmát, és profi labdarúgóvá váljon.

## Pályafutása

### Klubcsapatokban

#### Kjongdzsu KHNP

##### 2016-os szezon
2016. július 1-én csatlakozott a félprofi Kjongdzsu KHNP (Gyeongju KHNP) csapatához, így a szezon felétől vett részt a bajnokság küzdelmeiben. Első mérkőzésére július 8-án, a Puszan Transportation (Busan Transportation) ellen került sor. A meccset 1–0-ra nyerték hazai környezetben, ő pedig sárga lapot kapott. Az alapszakasz végéig 15 meccset játszott a szezonban, nagy szerepe volt a klub rájátszásba kerülésében. 2016. november 2-án 78 percet kapott a rájátszás negyeddöntőjében, nagy szerepet vállalt csapata továbbjutásában a Cshangvon City (Changwon City) ellen. A Hyundai Mipo Dockyard elleni elődöntőben végigjátszotta a mérkőzést, bár csapata elveszítette azt. Az idényben mindössze egy mérkőzést (a Kimhe FC (Gimhae FC) ellenit a 24. fordulóban) hagyott ki, alapembere volt a csapatnak. Minden sorozatot figyelembe véve 17 mérkőzésen lépett pályára a szezon során.

#### Jeonbuk Hyundai Motors

##### 2017-es szezon
2016. december 22-én a koreai első osztályban szereplő Jeonbuk Hyundai Motors csapata ingyen szerződtette. A klub vezetőedzője, Cshö Ganghi (Choi Kang-hee) a szezon előtti, Dubaj városában tartott edzőtáborozás során kifejtette a vele kapcsolatos elvárásait, és kezdettől fogva kulcsjátékosként játszatta a csapatban.
Debütálására 2017. március 5-én került sor, egy Csonnam Dragons (Jeonnam Dragons) elleni bajnokin. A bajnokság 2. fordulójában első sárga lapját is begyűjtötte a klub színeiben, a Szuvon Samsung Bluewings (Suwon Samsung Bluewings) ellen. Csapata 2–0-s győzelmet ünnepelhetett. A Csedzsu United (Jeju United) ellen a jobbhátvéd pozíciójában játszott, csapata pedig 4–0-s vereséget szenvedett. 2017. június 25-én megszerezte felnőtt pályafutása első gólját a Tegu FC (Daegu FC) ellen. Augusztus 19-én, a Kvangdzsu FC (Gwangju FC) elleni bajnokin szerezte második találatát. Szeptember 20-án begyűjtötte második sárga lapját, ezért kiállították a Kimcshon Szangmu (Gimcheon Sangmu) elleni mérkőzésen. Október 15-én kiderült, hogy szívbillentyű-sérülést szenvedett, ezért Japánba utazott, hogy meg tudják műteni. Ennek következtében a bajnokság további fordulóin nem lehetett ott. Stabil védőmunkája és remek teljesítménye miatt a koreai bajnokság legjobb fiatal játékosának választották, valamint a 2017-es idény álomcsapatába is bekerült. A szezon végén bajnoki címet ünnepelhetett. A díjátadó ünnepséget követően így nyilatkozott: „Megtiszteltetés volt egy olyan jó csapathoz kerülni, mint a Jeonbuk, egy jó edzővel találkozni, és jó játékosokkal játszani. Sokat fejlődtünk idén, és megpróbálunk még jobban teljesíteni jövőre az AFC-bajnokok ligájában.’’

##### 2018-as szezon
2018. február 13-án bemutatkozhatott az AFC-bajnokok ligájában, a Kasiva Reysol elleni győztes, 3–2-s mérkőzésen. Felépülése után az első mérkőzése az Ulszan Hyundai (Ulsan Hyundai) elleni 2–0-s találkozó volt, kezdőként 90 percet játszott. Első találatára sem kellett sokat várni, az FC Szöul (FC Seoul) ellen egy szöglet utáni fejessel szerezte meg a vezetést csapatának. Góljának és stabil védekezésének köszönhetően a hét legjobb játékosának választották a dél-koreai bajnokságban. A Szuvon Samsung Bluewings (Suwon Samsung Bluewings) elleni 2–0-s hazai győzelem során begyűjtötte első sárga lapját a szezonban. Nagy szerepet vállalt abban, hogy csapata hat mérkőzésen keresztül nem kapott gólt. 2018. május 2-án szárkapocscsont-sérülést szenvedett, emiatt öt bajnokin nem lehetett ott, valamint a 2018-as világbajnokságot is kihagyni kényszerült. A Csedzsu United (Jeju United) ellen térhetett vissza a pályára, egy félidőt kapott a vezetőedzőtől. A Tegu FC (Daegu FC) ellen még pályára lépett, ezután azonban hat meccs erejéig még a keretbe sem került be. Utolsó meccsét az idényben a Phohang Steelers (Pohang Steelers) ellen játszotta, a rájátszásban. Az idény végén bajnoki címet ünnepelhetett, zsinórban második alkalommal.

#### Beijing Guoan

##### 2019-es szezon
2019. január 29-én a kínai első osztályban szereplő Pejcsing Kuoan FC (Beijing Guoan FC) szerződtette. Bemutatkozására 2019. március 1-én került sor, a kínai bajnokság első fordulójában, a Vuhan Zall ellen. A Csiangszu Szuning és a Honan FC elleni mérkőzésekre azonban a keretbe sem kapott meghívást. A Hopej China Fortune FC ellen került vissza a keretbe és a kezdőcsapatba. Ezt követően zsinórban tizenhárom mérkőzésen jutott szerephez. Nagy szerepe volt abban, hogy a csapat féltávnál a bajnoki címet érő első helyen szerepelhetett. Június 3-án korábbi csapata, a Jeonbuk Hyundai Motors ellen léphetett pályára az AFC-bajnokok ligájában. A meccset 3–1-re a dél-koreai együttes nyerte. A 21. fordulóban, a Hopej China Fortune FC ellen csak a kispadon kapott helyet. A Kuangcsou FC ellen is csak 12 percet játszott, csapata pedig 3–1-s vereséget szenvedett. Utolsó bajnokiját a szezonban a Santung Lüneng Tajsan ellen játszotta. Nagy szerepet vállalt a csapat bajnoki ezüstérmében. Összesen 34 meccsen lépett pályára a szezonban, gólt nem szerzett.

##### 2020-as szezon
2020 májusában kisebb botrány alakult ki személye körül, amikor egy dél-koreai futballkommentátor által üzemeltetett YouTube-csatornán elégedetlenségét fejezte ki a csapattársai játékmódjával kapcsolatban. Ennek következtében az európai média körében is ismertté vált. Ugyanebben az időben az angol Premier League-ben szereplő Tottenham Hotspur szerződtette volna. A londoni egyesület azonban nem akart 5 millió euró felett fizetni érte, így végül nem tárgyaltak a kínai csapattal, amely 10 millió euró körüli összeget kért a játékjogáért cserébe.
A szezon első bajnokiját, a Csungking Lifan elleni 2–1-s győzelemmel véget érő mérkőzést kihagyta, azonban a Vuhan Zall ellen már a pályán volt. Az ezt követő mérkőzéseken stabil teljesítményt nyújtott, zsinórban 12 mérkőzést végigjátszott. Utolsó meccsét a Sanghaj Port ellen játszotta, 2020 szeptember 25-én. A 2021-es szezonban két mérkőzésen lépett pályára a Sanghaj Senhua, majd a Sanghaj Port ellen.

#### Fenerbahçe

##### 2021–2022-es szezon

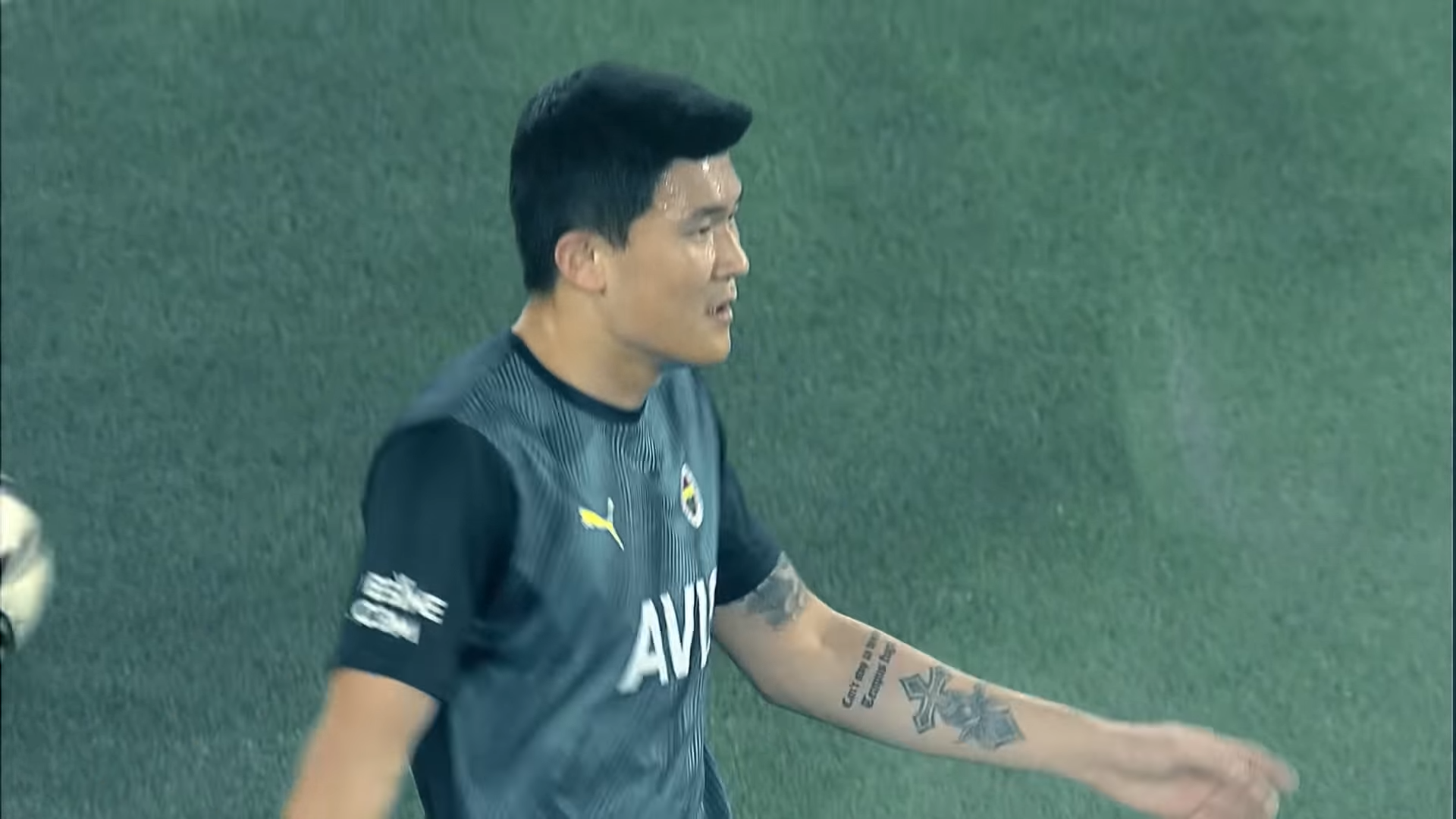
Kim a Fenerbahçe színeiben

2021. augusztus 16-án a török első osztályban szereplő Fenerbahçe SK szerződtette 3 millió euróért cserébe. A dél-koreai hátvéd négy éves szerződést kötött a klubbal. Az Antalyaspor ellen mutatkozott be a török élvonalban, és egyből remek teljesítményt nyújtott. Nem sokkal később, 2021. szeptember 16-án bemutatkozott az európai kupaporondon, egy Eintracht Frankfurt elleni Európa-liga találkozón. A Trabzonspor elleni bajnokin második sárga lapját követően kiállították, így megszerezte első piros lapját a törökök játékosaként. Az eset után két nappal így nyilatkozott: „Ez volt az első alkalom az ötéves pályafutásom során, hogy egy topligában futballoztam. Azt hiszem, ilyen tapasztalatokra szükség van Törökországban.” Eltiltása miatt az Alanyaspor elleni mérkőzést kihagyni kényszerült. November 21-én a legtöbb passzt és a legtöbb blokkot hajtotta végre a Galatasaray elleni derbin, ezzel hozzájárulva csapata 2–1-s sikeréhez. A Fenerbahçe szurkolói 76,3 százalékkal a mérkőzés emberének választották. A Hatayspor elleni meccsen izomhúzódása miatt nem lehetett ott. Első góljat 2022. március 20-án megszerezte első gólját a klub szerelésében, a Konyaspor ellen. A szezon végén a CIES, a FIFA 22 és az Opta Sports is beválasztotta a török bajnokság 2021–22-es álomcsapatába.

#### Napoli

##### 2022–2023-as szezon
2022. július 27-én az olasz bajnokságban szereplő SSC Napoli szerezte meg a játékjogát, 18 millió euró körüli összegért. A dél-koreai védő a szenegáli Kalidou Koulibaly helyére érkezett, aki az angol Chelsea csapatához szerződött. Bemutatkozására a Hellas Verona ellen került sor, 2022. augusztus 15-én. A találkozó 5–2-s Napoli sikerrel ért véget. A második fordulóban védő létére megszerezte első gólját a Monza elleni hazai, 4–0-s mérkőzésen. Egy szöglet utáni fejessel csapata negyedik találatát jegyezte. Szeptember 3-án második gólját jegyezte a Lazio ellen, ismét egy szögletből volt eredményes. Négy nappal később bemutatkozhatott a Bajnokok Ligájában a Liverpool elleni győztes, 4–1-s találkozón. Remek teljesítménye miatt szeptember hónap legjobb játékosának választották az olasz bajnokságban. Októberben is remek teljesítményt nyújtott, az AIC szavazásán ő bizonyult a legjobbnak. Az Atalanta ellen második sárga lapját gyűjtötte be a szezonban. A szezon végén bajnoki címet ünnepelhetett. Összességében remek idényt futott Nápolyban, 45 meccsen két gólt lőtt minden sorozatot figyelembe véve. A szezon végén ő lett a Serie A legjobb védője, valamint az olasz bajnokság 2022–23-as álomcsapatába is bekerült.

#### Bayern München

##### 2023–2024-es szezon
2023. július 18-án 2028-ig tartó szerződést írt alá a Bayern München csapatával. A dél-koreai játékos a hármas mezt kapta új csapatától. Első interjújában így nyilatkozott: „Az FC Bayern minden labdarúgó álma. Nagyon várom már, hogy mi vár rám Münchenben. Ez egy új kezdet számomra. Itt fogok tovább fejlődni. A klubbal folytatott megbeszélések során már az elején világossá tették számomra, hogy mennyire érdeklődnek irántam. Az első célom az, hogy sok meccset játsszak. Emellett szeretnék minél több trófeát nyerni.” 50 millió eurós vételárával (amely a játékos kivásárlási ára volt) ő lett a futball történelmének legdrágább ázsiai játékosa Nakadzsima Sója rekordját felülmúlva. Emellett ő lett a klub második dél-koreai játékosa Dzsong Vujong után.
A felkészülési időszak alatt a japán Kavaszaki Frontale, a Liverpool és az AS Monaco ellen is pályára lépett, az angol klub ellen gólpasszt adott.
2023. augusztus 13-án csereként állt be az RB Leipzig elleni német szuperkupa-döntőn, így ez volt az első hivatalos mérkőzése a csapatban. A döntőt a Bayern 3–0 arányban elveszítette. Első bajnoki mérkőzését a Werder Bremen játszotta, ahol sárga lapot kapott, csapata pedig 4–0-ra győzedelmeskedett. 2023 szeptemberében bekerült az Aranylabda-jelöltek harmincas listájára, ahol végül a 22. helyen végzett.
December 17-én, a VfB Stuttgart elleni hazai bajnokin megszerezte első gólját a bajorok játékosaként. A 2023–24-es szezon első felében a szurkolók beválasztották a Bundesliga álomcsapatába, azonban a kicker sportmagazin bírálta a játékost következetlen teljesítménye miatt, kiemelve a Saarbrücken elleni hibáit, amivel a Bayern kiesett a kupából. A szezon második felében pontatlansága miatt gyakran hagyott területet maga mögött, így Thomas Tuchel vezetőedző inkább Eric Diert és Matthijs de Ligtet preferálta a posztján. A menedzser szerint nem követte az előírt taktikát, ezért került ki egyre gyakrabban a kezdőcsapatból.

### A válogatottban

#### Utánpótlás
2014-ben két alkalommal szerepelt a dél-koreai U20-as válogatottban. 2016 és 2018 között nyolc alkalommal játszott az U23-as csapat tagjaként. Részt vett a 2018-as Ázsia-kupán, Indonéziában, ahonnan aranyéremmel térhettek haza. A döntő után így nyilatkozott: „Szerencsések voltunk, hogy jó eredményt értünk el a döntőben, és az aranyérem megnyerése még nagyobb önbizalmat ad nekünk, mind a játékosoknak és mind a csapatnak.” Japán 2–1-s legyőzésével az egész csapat mentesült a kötelező sorkatonai szolgálat alól.
24 évesen, 2021 nyarán behívták az olimpiára készülő keretbe, így pedig részt vett a felkészülésben. A behívás azért volt fontos, mert az U23-as csapatnál a védelem gyenge pontnak számított. Azonban klubja, a Pejcsing Kuoan FC (Beijing Guoan FC) elutasította a részvételét, így végül nem vehetett részt a tornán. A csapat a negyeddöntőben, 6–3-s vereséggel búcsúzott.

#### Felnőtt válogatott
2017. augusztus 14-én behívták a felnőtt válogatottba az Irán és Üzbegisztán elleni világbajnoki selejtezőkre. 2017. augusztus 31-én mutatkozott be a felnőtt csapatban, Irán ellen, és egyből remek teljesítményt nyújtott. Szeptember 5-én végigjátszotta az Üzbegisztán elleni meccset, a dél-koreaiak ismét nem kaptak gólt. Habár végül kijutottak a 2018-as világbajnokságra, ő sérülése miatt nem vehetett részt a tornán.
2019 januárjában kulcsszerepet vállalt abban, hogy csapata kapott gól nélkül, csoportgyőztesként jutott tovább a 2019-es Ázsia-kupán. Két góllal segítette csapatát a csoportküzdelmek során. Végül a negyeddöntőben, Katar válogatottja ellen búcsúztak. Remek teljesítménye miatt az Ázsiai Labdarúgó-szövetség (AFC) beválasztotta a torna „All-star” csapatába. Ezidő alatt a védelem kulcsjátékosává nőtte ki magát.
2019 decemberében kulcsszerepet játszott abban, hogy csapata megnyerte a 2019-es Kelet-ázsiai labdarúgó-bajnokságot. Harmadik gólját szerezte a csoportküzdelmek alkalmával, nagy szerepe volt abban, hogy csapata veretlenül, kapott gól nélkül nyerte a tornát. Kimet a bajnokság legjobb védőjének választották. Ő lett az egyetlen a dél-koreai csapatban, aki mind a tizennyolc 2019-ben játszott mérkőzésen pályára lépett, ebből 17-szer végigjátszotta a találkozót.
Részt vett a 2022-es világbajnokságon, ahol egyedül a portugálok elleni meccsen hiányzott, sérülése miatt. Végül a brazilok ellen, egy 4–1-s vereséget követően búcsúztak a nyolcaddöntőben.
2023. október 17-én gólt fejelt a Vietnám ellen 6–0-ra megnyert barátságos mérkőzésen.

## Játékstílusa
Középső védő létére kiváló fizikai adottságokkal rendelkezik. Magassága és nagy termete ellenére gyors játékos, aki remek passzpontossággal rendelkezik. A csapat kontráinál is fontos szerep hárul rá, hiszen képes hosszú, de pontos labdákat adni csapattársainak. Kiváló fejelési képességekkel rendelkezik, pályafutása során több fejesgólt is szerzett, többnyire szögleteket követően. Luciano Spalletti, a Napoli egykori vezetőedzője 2023 áprilisában a „világ legjobb középső védőjének” nevezte. Szerinte legalább húsz számára „hihetetlen” dolgot csinál egy mérkőzésen a pályán.

## Magánélete
2021 januárjában a Purme Alapítvány nagykövetévé nevezték ki. 50 millió dél-koreai vonnal hozzájárult a fogyatékkal élő gyermekek rehabilitációjához és kezeléséhez. Kim így nyilatkozott: „Mindig is érdekeltek a gyerekek, és nagyszerű, hogy az új évben lehetőségem nyílik fogyatékkal élő gyerekekkel és fiatal felnőttekkel kapcsolatba kerülni. Terjeszteni fogom az alapítvány tevékenységét, hogy kialakulhasson bennük a remény egy szebb jövőre.” Emellett 70 000 eurót adományozott a 2023-as törökországi és szíriai földrengések által sújtott gyerekek megsegítésére.

## Statisztika

### Klubcsapatokban
Utolsó elszámolt mérkőzés dátuma 2023. május 28.
| Klub                   | Szezon           | Bajnokság             | Bajnokság | Bajnokság | Kupa  | Kupa  | Nemzetközi | Nemzetközi | Összesen | Összesen |
| Klub                   | Szezon           | Liga                  | Mérk.     | Gólok     | Mérk. | Gólok | Mérk.      | Gólok      | Mérk.    | Gólok    |
| ---------------------- | ---------------- | --------------------- | --------- | --------- | ----- | ----- | ---------- | ---------- | -------- | -------- |
| Kjongdzsu KHNP         | 2016             | Korea National League | 17        | 0         | —     | —     | —          | —          | 17       | 0        |
| Jeonbuk Hyundai Motors | 2017             | K League 1            | 29        | 2         | 1     | 0     | —          | —          | 30       | 2        |
| Jeonbuk Hyundai Motors | 2018             | K League 1            | 23        | 1         | 1     | 0     | 6          | 0          | 30       | 1        |
| Jeonbuk Hyundai Motors | Összesen         | Összesen              | 52        | 3         | 2     | 0     | 6          | 0          | 60       | 3        |
| Beijing Guoan          | 2019             | Chinese Super League  | 26        | 0         | 2     | 0     | 6          | 0          | 34       | 0        |
| Beijing Guoan          | 2020             | Chinese Super League  | 17        | 0         | —     | —     | 6          | 0          | 23       | 0        |
| Beijing Guoan          | 2021             | Chinese Super League  | 2         | 0         | —     | —     | —          | —          | 2        | 0        |
| Beijing Guoan          | Összesen         | Összesen              | 45        | 0         | 2     | 0     | 12         | 0          | 59       | 0        |
| Fenerbahçe             | 2021–22          | Süper Lig             | 31        | 1         | 1     | 0     | 8          | 0          | 40       | 1        |
| Napoli                 | 2022–23          | Serie A               | 35        | 2         | 1     | 0     | 9          | 0          | 45       | 2        |
| Bayern München         | 2023–24          | Bundesliga            | 0         | 0         | 0     | 0     | 0          | 0          | 0        | 0        |
| Karrier összesen       | Karrier összesen | Karrier összesen      | 180       | 6         | 6     | 0     | 35         | 0          | 221      | 6        |

1. ↑  Magában foglalja a dél-koreai labdarúgókupán, a kínai labdarúgókupán, a török labdarúgókupán, valamint az olasz labdarúgókupán való részvételeit.
2. 1 2 3  Mérkőzései az AFC-bajnokok ligájában.
3. ↑  Hat mérkőzés az Európa-ligában, két mérkőzés az UEFA Konferencia Ligában.
4. ↑  Mérkőzései az UEFA-bajnokok ligájában.

### A válogatottban
Utolsó elszámolt mérkőzés dátuma 2023. június 20.
| Válogatott | Év       | Mérk. | Gólok |
| ---------- | -------- | ----- | ----- |
| Dél-Korea  | 2017     | 2     | 0     |
| Dél-Korea  | 2018     | 10    | 0     |
| Dél-Korea  | 2019     | 18    | 3     |
| Dél-Korea  | 2021     | 8     | 0     |
| Dél-Korea  | 2022     | 9     | 0     |
| Dél-Korea  | 2023     | 2     | 0     |
| Összesen   | Összesen | 49    | 3     |

#### Góljai a válogatottban
| #  | Dátum              | Helyszín                                                 | Ellenfél     | Gól | Eredmény | Verseny                                  |
| -- | ------------------ | -------------------------------------------------------- | ------------ | --- | -------- | ---------------------------------------- |
| 1. | 2019. január 11.   | Hazzá bin Zájed Stadion, El-Ajn, Egyesült Arab Emírségek | Kirgizisztán | 1–0 | 1–0      | 2019-es Ázsia-kupa                       |
| 2. | 2019. január 16.   | Ál Nahján Stadion, Abu-Dzabi, Egyesült Arab Emírségek    | Kína         | 2–0 | 2–0      | 2019-es Ázsia-kupa                       |
| 3. | 2019. december 15. | Puszan Asiad Stadion, Puszan, Dél-Korea                  | Kína         | 1–0 | 1–0      | 2019-es Kelet-ázsiai labdarúgó-bajnokság |
| 4. | 2023. október 17.  | Szuvon Világbajnoki Stadion, Szuvon, Dél-Korea           | Vietnám      | 1–0 | 6–0      | Barátságos mérkőzés                      |

## Sikerei, díjai

### Klubcsapatokban
Jeonbuk Hyundai Motors
- Dél-koreai bajnok (2×): 2017, 2018[136]

 Napoli
- Olasz bajnok (1×): 2022–23[137]

### A válogatottban
Dél-Korea U23
- Ázsia-játékok: 2018[138]

 Dél-Korea
- Kelet-ázsiai labdarúgó-bajnokság: 2019[139]

### Egyéni
- Az év fiatal játékosa a dél-koreai bajnokságban: 2017[140]
- A koreai bajnokság (K League 1) álomcsapatának tagja: 2017,[141] 2018[142]
- Az Ázsia-kupa álomcsapatának tagja: 2019[143]
- A Kelet-ázsiai labdarúgó-bajnokság legjobb védője: 2019[122]
- Serie A hónap játékosa: 2022. szeptember[144]
- Serie A hónap játékosa az AIC szavazásán: 2022. október[82]
- A Serie A legjobb védője: 2022–23
- A Serie A év csapatának tagja: 2022–23[145]
- Az ESM (European Sports Media) év csapatának tagja: 2022–23[146]